# Кагуа (вулкан)
Вулкан Кагуа — стратовулкан, розташований у філіппінській провінції Кагаян. Є одним з діючих вулканів на Філіппінах, який вивергався двічі в історії. Розташований у провінції Кагаян у долині Кагаян на півночі Лусона у найпівнічнішій частині гірського хребта Сьєрра-Мадре., приблизно за 12 км на південь від Гонзаги, Кагаян і 14 км на південь від Порт-Ірен в Санта-Ана, Кагаян. Останнє його виверження відбулося в 1907 році.

## Геологія

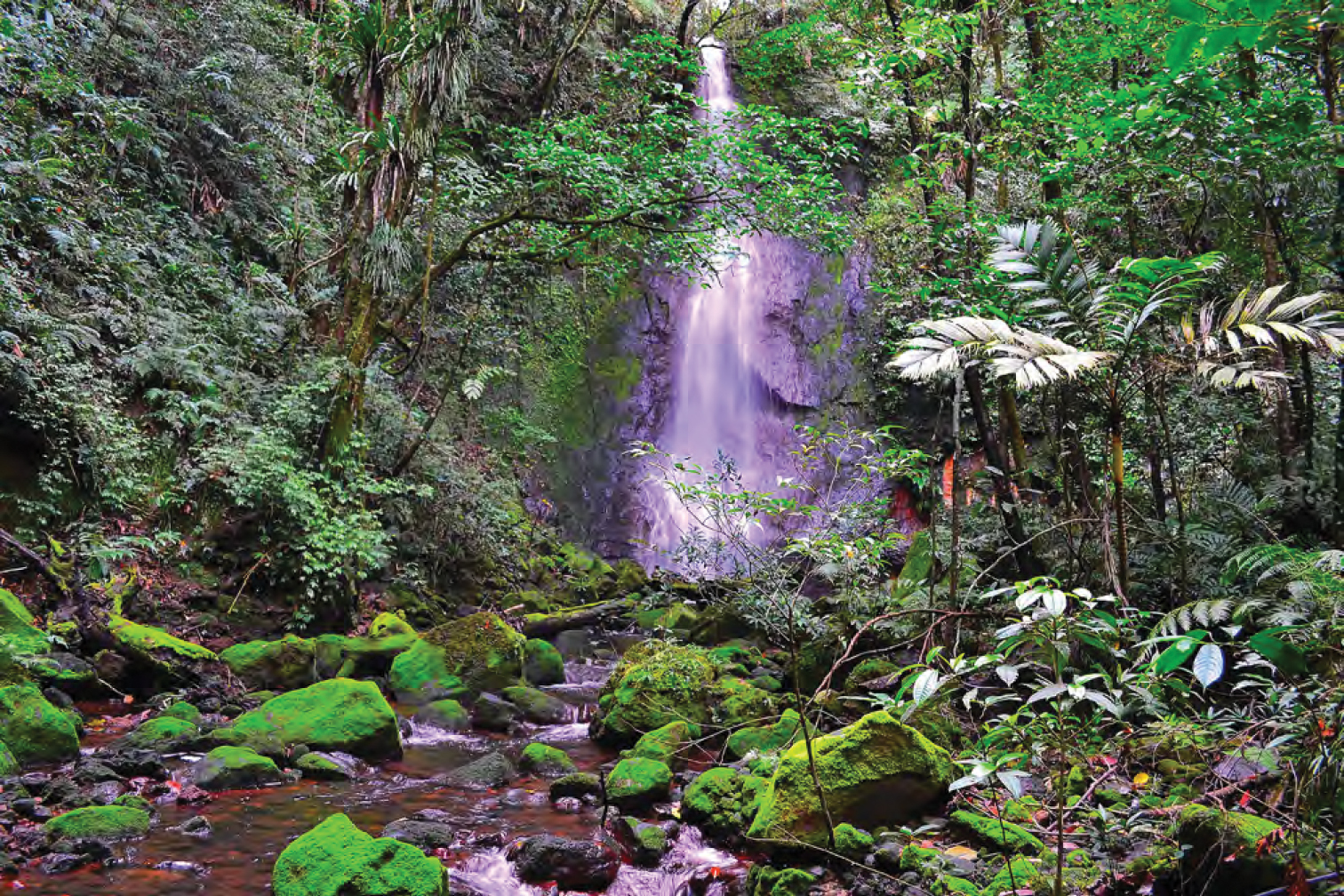
Водоспад на дні кратера

У результаті активності у ранньому плейстоцені вивергала базальтовий андезит або ефузивний базальт. Вулкан був покритий величезними потоками лави від 600 000 до 300 000 років тому. Тут спостерігалася активність від фреатичних вивержень до потоків попелу. Вулкан увінчаний 1,5 кілометровим широким кратером з різкими і уривистими стінами.
Є шість гарячих джерел. Маасок біля кратера; Марафіл на північному заході; Манарінг, за 5 км на північ-північний схід; Сан-Хосе, за 10 км на північ-північний схід; Кабінланган, за 3 км на північний захід і Памінта, за 2 км на північ-північно-захід.
На вулкані відбулося два історичних виверження. Діяльність у 1860 році була в основному у вигляді фреатичних виверженнях хоча за ним, можливо, відбувся викид пірокластичного матеріалу потік. У жовтні 1907 року відбулися нові виверження.